# 綿塚村
綿塚村（わたづかむら）は山梨県東山梨郡にあった村。現在の甲州市勝沼町綿塚にあたる。

## 地理
- 河川：重川、田草川

## 歴史
- 1889年（明治22年）7月1日 - 町村制の施行により、近世以来の綿塚村が単独で自治体を形成。
- 1941年（昭和16年）1月1日 - 小佐手村・山村・休息村と合併して東雲村が発足。同日綿塚村廃止。